# Borís Konopliov

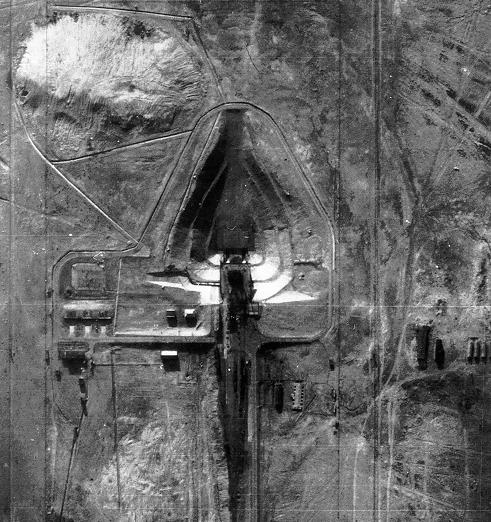
Lugar de la explosión en el Cosmódromo de Baikonur

Borís Mijáilovich Konopliov (en ruso: Борис Михайлович Коноплёв) (1912-1960) fue un ingeniero aeroespacial ruso de la etapa soviética, director de diseño de la Oficina de Proyectos OKB-692 y especialista en los sistemas de guiado de misiles balísticos intercontinentales. Fue una de las más de 100 víctimas mortales que produjo la explosión de un misil balístico durante unas pruebas de lanzamiento (véase Catástrofe de Nedelin).

## Biografía
- 1912 — Nació el 15 de noviembre.
- 1939 — Su madre fue represaliada como miembro del PartidoSocial-Revolucionario. Konopliov pudo librarse casualmente de la persecución por ser hijo de un enemigo del pueblo, pero tuvo que ganarse la vida por sí mismo desde muy joven. Excluido de la enseñanza científica pura, se convirtió en un técnico destacado en el área de la ingeniería de radiocomunicaciones.
- 1959 — Pasó a dirigir la Oficina de Proyectos OKB-692, convirtiéndose en el primer líder de esta empresa. Autor de una larga serie de invenciones y de descubrimientos en el ámbito de la ingeniería de radio, su mentalidad práctica y su formación teórica hicieron de Konopliov un gran director de la empresa. A pesar de que cuando llegó OKB los trabajos de diseño de un sistema de control de los misiles 8К64 estaba muy avanzado, se las arregló para introducir una serie de ideas nuevas y no convencionales en su configuración. Durante su trabajo preliminar para un sistema de control más avanzado fueron lanzados los misiles 8K66, en cuyo diseño introdujo una serie de ideas revolucionarias y métodos para su aplicación.
- 1960 — El 24 de octubre falleció trágicamente durante las pruebas de lanzamiento del misil intercontinental R-16 desde el Cosmódromo de Baikonur, cuando el cohete explotó sobre la plataforma de lanzamiento (accidente conocido como Catástrofe de Nedelin).
- Está enterrado en la ciudad de Járkov, Ucrania, en el Cementerio n.º 2 de la ciudad.

## Premios
- Premio Stalin de Tercer Grado (1946) por la creación de nuevos tipos de estaciones de radio-meteorológicas automáticas utilizadas en el Ártico y durante la Segunda Guerra Mundial.

## Memorial

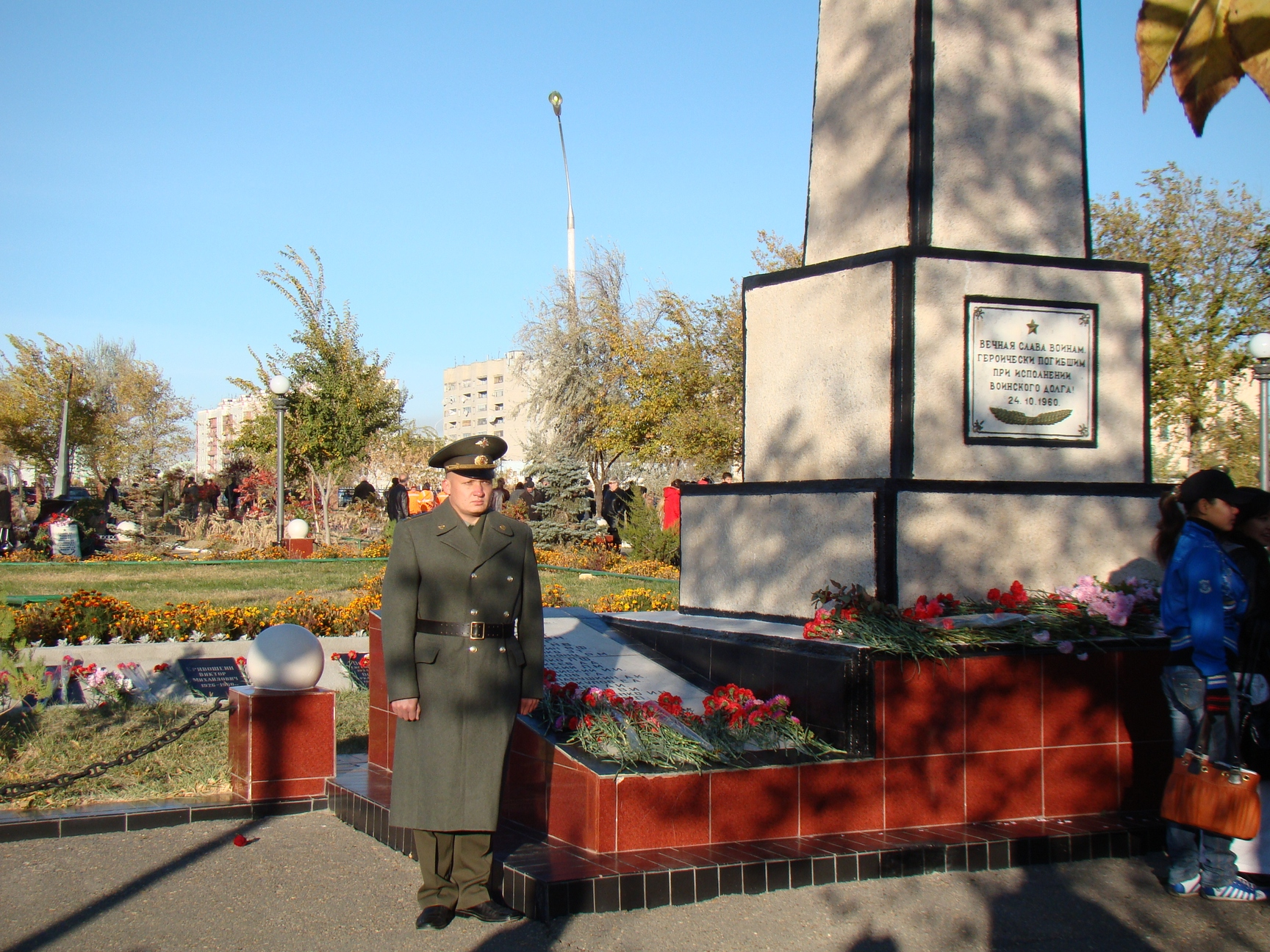
Concentración del 24 de octubre de 2009 en la ciudad de Baikonur.

El 24 de octubre de cada año se celebran concentraciones que incluyen una ofrenda floral en la fosa común de las víctimas de la Catástrofe de Nedelin, situada en la avenida Gagarin de la ciudad de Baikonur. El monumento conmemorativo está situado sobre la antigua plataforma de lanzamiento donde se produjo la explosión.
Después de que el 24 de octubre de 1963 se produjera un nuevo accidente con víctimas mortales, provocado por un misil balístico P-9, el 24 de octubre se considera una fecha "negra" en el ámbito aeroespacial. En este día se suele recordar no solo a las víctimas de la catástrofe de Nedelin, sino también a todos los que murieron durante la conquista del espacio.

## Eponimia
- En 1991, la asamblea general de la Unión Astronómica Internacional denominó el cráter lunar Konoplev (según su transcripción al inglés) en su memoria.

## Enlaces
- Коноплев S.B. "Sobre Borís Konopliov" (en ruso)
- B.M.Konopliov en el centro de documentación (en ruso)